# Трассу, Харис
Харис Трассу (англ. Haris Trassu; родился в 1943 году в Республике Кипр) — министр коммуникаций и общественных работ Кипра (2004—2007), президент Общества дружбы и культурных связей «Кипр-Россия», которое существует свыше 50 лет.

## Биография
Харис Трассу родился в 1943 году на Кипре. После окончания школы мечтал стать архитектором, но в тот период на Кипре не было высших учебных заведений. Единственный шанс получить высшее образование — отправиться на учебу за рубеж, но семья Хариса Трассу была бедной и него не было необходимых денег. Он стал искать учебное заведение, которое бы предоставляло стипендии иностранным студентам и обратился в посольство СССР. Для начала нужно было сдать вступительные экзамены и приехать для этого в СССР. Он проделал долгий путь: из порта Фамагуста он плыл на пароходе через Латакию, Александрию, затем в Одессу, а из Одессы поездом в Москву. Вступительные экзамены сдал успешно и поступил на инженерный факультет Университета дружбы народов имени Патриса Лумумбы на специальность «инженер-строитель». Во время учебы в университете познакомился с будущей женой.
В 1967 году стал выпускником этого учебного заведения.
После окончания учебы вернулся на родину и с 1967 по 1968 год проходил службу в Национальной гвардии Кипра. С 1968 по 1970 год занимал должность исполнительного инженера в Госдепартаменте гидросооружений Кипра. Основал компанию «Thrassor Brothers and Co». С 1976 по 1990 год был членом Совета Правления Ассоциации инженеров и архитекторов Кипра. С 1990 по 1992 год был председателем Правления Ассоциации инженеров и архитекторов Кипра. В 1993 году занял пост члена административного комитета Научно-технической Палаты Кипра. Избран Первым вице-президентом Палаты. С 2003 по 2004 год — председатель Совета по градостроительству Кипра. С 2004 по 2007 год занимал должность министра коммуникаций и общественных работ Кипра. Знает русский, греческий, английский и испанский язык. Есть семья — жена, двое детей, трое внуков.

## Награды
- Медаль Пушкина (Россия, 6 декабря 2007 года) — за большой вклад в распространение, изучение русского языка и сохранение культурного наследия, в сближение и взаимообогащение культур наций и народностей[5].
- Благодарность Президента Российской Федерации (4 ноября 2011 года, Россия) — за большой вклад в развитие российско-кипрского культурного и гуманитарного сотрудничества, укрепление дружбы между Российской Федерацией и Республикой Кипр[6].